# SKY Airline
SKY Airline S.A., conosciuta semplicemente come SKY (stilizzato in SꓘY), è una compagnia aerea a basso costo cilena con sede a Santiago del Cile e con base principale l'Aeroporto Internazionale Arturo Merino Benítez.

## Storia
Sky Airline è stata controllata dal suo fondatore, Jürgen Paulmann (1930-2014), un uomo d'affari tedesco-cileno, fratello del miliardario Horst Paulmann, fondatore di Cencosud. Ha iniziato le operazioni nel dicembre 2001 e ha effettuato i primi voli da Santiago al Cile settentrionale nel giugno 2002. Dal 2005 è membro a pieno titolo della IATA. Nell'aprile 2009, la compagnia ha firmato un accordo con Aerolíneas Argentinas, consentendo alla compagnia di bandiera argentina di vendere in tutti i suoi uffici commerciali e attraverso il suo sistema di biglietteria elettronica la maggior parte delle destinazioni coperte da SKY Airline in Cile. Nel 2011 ha firmato un accordo di codeshare con TACA riguardante i voli interni in Cile operati dalla stessa SKY, i voli interni al Perù operati da TACA Perú e i voli internazionali tra i due paesi. Nel 2012 ha firmato un accordo di codeshare con la colombiana Avianca riguardante i voli tra Cile e Colombia. Al fine di ridurre i costi operativi, tra il 2015 e il 2016 la compagnia ha avuto una fasi di transizione da compagnia aerea tradizionale a compagnia a basso costo. Nel 2018 la compagnia aerea ha ricevuto il primo Airbus A320neo. La compagnia prevede di espandere la flotta a 25 aeromobili entro il 2025.

## Flotta

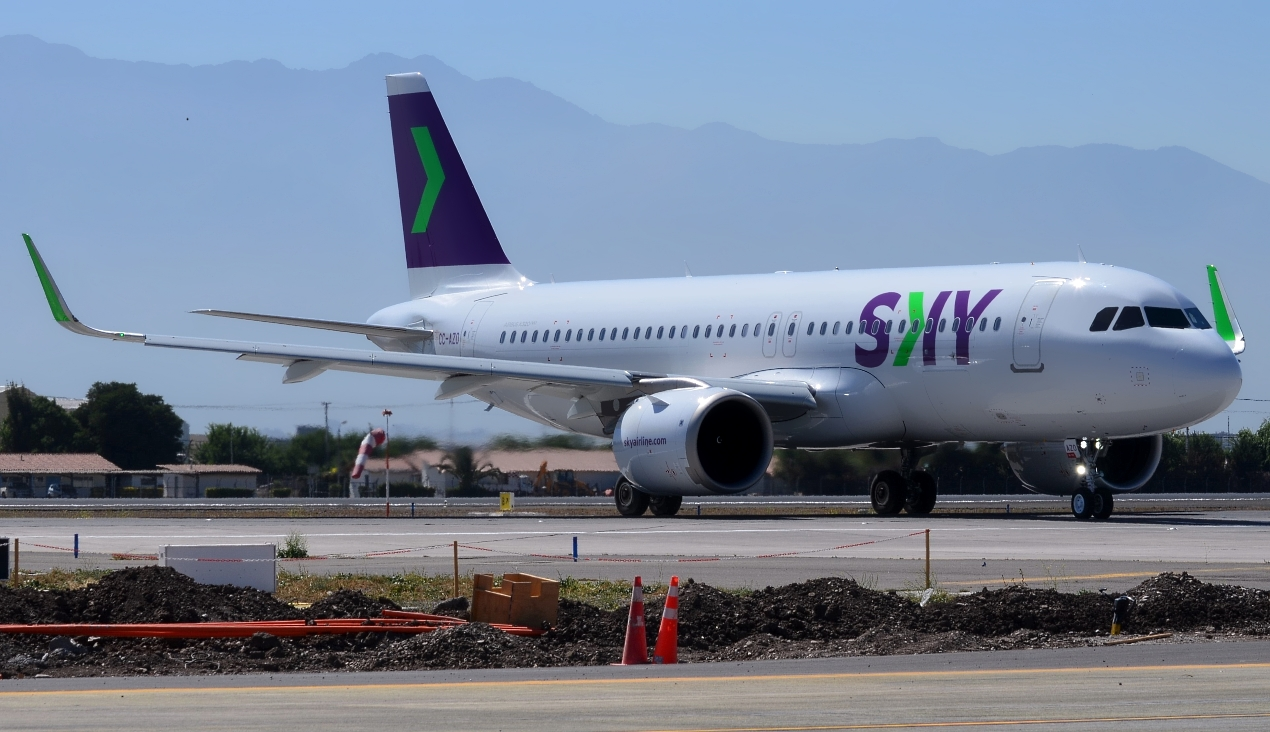
Un Airbus A320neo di Sky Airline.

A marzo 2020 la flotta SKY Airline risulta composta dai seguenti aerei:

## Flotta storica

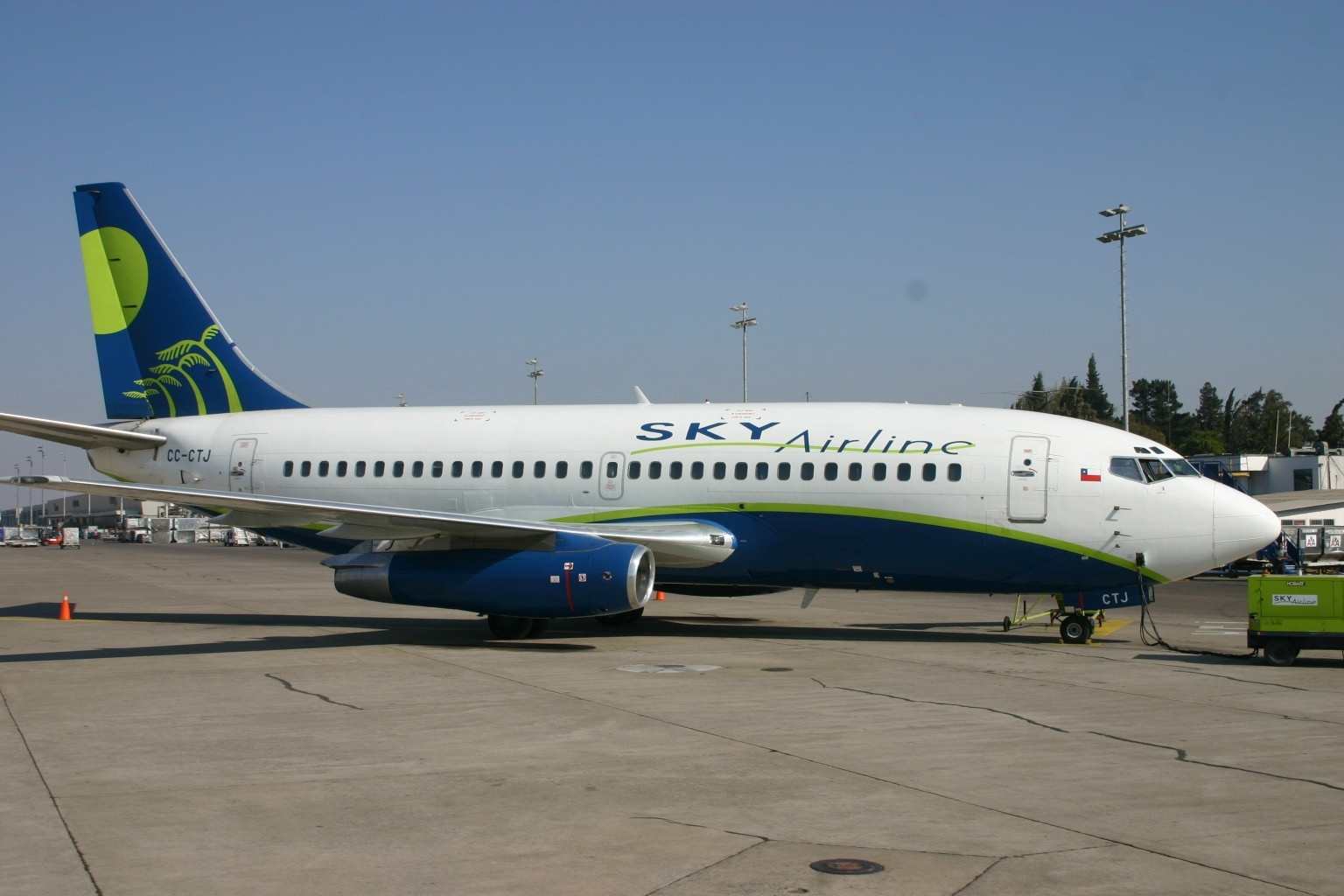
Un Boeing 737-200 di Sky Airline.

Nel corso degli anni SKY Airline ha operato con i seguenti modelli di aeromobili:
| Aereo           | Introduzione | Ritiro |
| --------------- | ------------ | ------ |
| Airbus A320-200 | 2010         | 2019   |
| Boeing 737-200  | 2001         | 2013   |
| Boeing 737-300  | 2008         | 2008   |